# Trichopeltarion glaucus
Trichopeltarion glaucus is een krabbensoort uit de familie van de Trichopeltariidae. De wetenschappelijke naam van de soort is voor het eerst geldig gepubliceerd in 1899 door Alcock & Anderson.